# Estrella de Diego Otero
Estrella de Diego Otero (Madrid, 1958) és una escriptora, professora universitària d'art i investigadora espanyola. És professora d'art contemporani a la Universitat Complutense de Madrid i ha ocupat la càtedra King Juan Carlos I of Spain of Spanish Culture and Civilization a la Universitat de Nova York (1998-99). La seva recerca se centra en la teoria del gènere, els estudis postcolonials i els orígens de la modernitat. És autora, entre d'altres, de les següents obres: La mujer y la pintura en la España del siglo XIX, El andrógino sexuado, Tristísimo Warhol i el llibre de ficció El filósofo y otros relatos sin personajes. L'abril de 2011, el Consell de Ministres d'Espanya li va atorgar la medalla d'Or al Mèrit en les Belles Arts.